# Kimberly Brooks
Kimberly Brooks, nata Kimberly D. Lawson (29 luglio 1981), è una doppiatrice statunitense.

## Filmografia parziale

### Film
- Scooby-Doo e il fantasma della strega (Scooby-Doo and the Witch's Ghost) (1999)
- Jimmy Neutron - Ragazzo prodigio (Jimmy Neutron: Boy Genius) (2001)
- La famiglia della giungla (The Wild Thornberrys Movie) (2002)
- Scooby-Doo e la leggenda del vampiro (Scooby-Doo and the Legend of the Vampire) (2003)
- Batman - Il mistero di Batwoman (Batman: Mystery of the Batwoman) (2003)
- ¡Mucha Lucha!: The Return of El Maléfico	(2004)
- Curioso come George (Curious George) (2006)
- Superman: Doomsday - Il giorno del giudizio (Superman: Doomsday) (2007)
- Justice League: War (2014)
- Wonder Woman: Bloodlines (2019)
- Spie sotto copertura (Spies in Disguise) (2019)
- Space Jam: New Legends (Space Jam: A New Legacy) (2021)
- South Park: Post Covid (2021)
- Teen Titans Go! & DC Super Hero Girls - Confusione nel Multiverso (Teen Titans Go! & DC Super Hero Girls: Mayhem in the Multiverse) (2022)
- South Park: The Streaming Wars (2022)
- South Park: The Streaming Wars (Parte 2) (2022)

### Televisione
- Il laboratorio di Dexter (Dexter's Laboratory) (1996-2002)
- Le Superchicche (The Powerpuff Girls) (1999-2000)
- Static Shock (2001-2004)
- Le nuove avventure di Scooby-Doo (What's New, Scooby-Doo?) (2002-2003)
- ¡Mucha Lucha! (2002-2004)
- Ozzy & Drix (2003)
- I Rugrats da grandi (All Grown Up!) (2005, 2007)
- Shuriken School (2006-2007)
- The Big Bang Theory (2007-2017)
- South Park (2008-in produzione)
- Scooby-Doo! Mystery Incorporated (2010-2013)
- Winx Club (2011-2015)
- Ben 10: Omniverse (2012-2014)
- Dottoressa Peluche (Doc McStuffins) (2012-2016)
- Ultimate Spider-Man (2013)
- Pickle and Peanut (2015-2016)
- Be Cool, Scooby-Doo! (2015-2017)
- Steven Universe (2015-2017)
- Sanjay and Craig (2016)
- Voltron: Legendary Defender (2016-2018)
- Shimmer and Shine (2016-2019)
- Fast & Furious - Piloti sotto copertura (Fast & Furious Spy Racers) (2019)
- Le epiche avventure di Capitan Mutanda (The Epic Tales of Captain Underpants) (2019)
- DC Super Hero Girls (2019- 2022)
- Steven Universe Future (2019-2020)
- Animaniacs (2020)
- Teen Titans Go! (2020-2021)
- I Simpson (The Simpsons) (2021-in produzione)
- He-Man and the Masters of the Universe (2021-2022)
- Baby Shark's Big Show! (2021-in produzione)
- Dragon Age: Absolution (2022)

### Videogiochi
- Mass Effect (2007) [1]

- Ratchet & Clank: Rift Apart (2021)

## Doppiatrici italiane
- Annalisa Platania in Ratchet & Clank: RIft Apart [2]